# Quintenas
Quintenas – miejscowość i gmina we Francji, w regionie Owernia-Rodan-Alpy, w departamencie Ardèche.
Według danych na rok 1990 gminę zamieszkiwało 1278 osób, a gęstość zaludnienia wynosiła 91 osób/km² (wśród 2880 gmin regionu Rodan-Alpy Quintenas plasuje się na 651. miejscu pod względem liczby ludności, natomiast pod względem powierzchni na miejscu 838.).